# Pneumatocyste

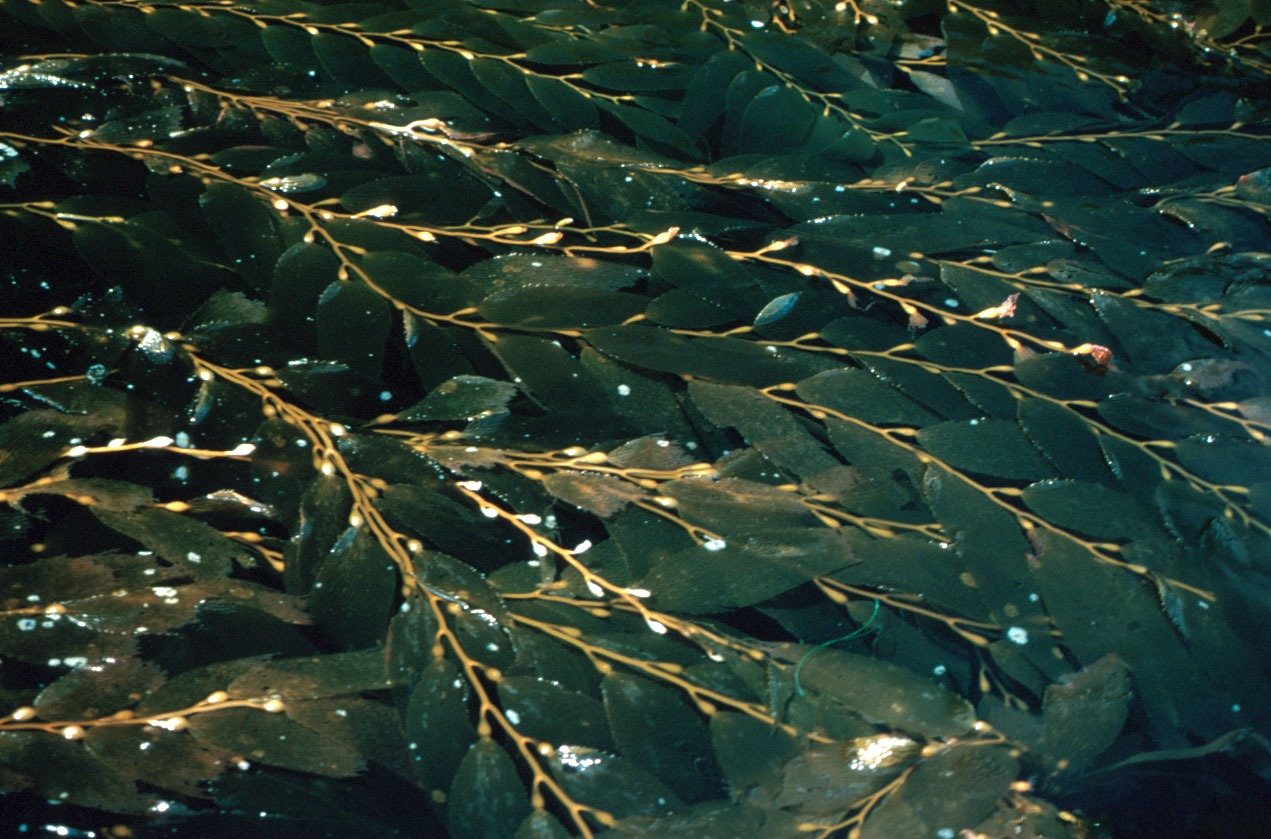
Kelp (Macrocystis pyrifera) possédant plusieurs pneumatocystses

Un pneumatocyste (du grec pneuma, « souffle » et kustis, « vessie »), appelé aussi aérocyste, est une structure présente sur les algues brunes, correspondant à une adaptation qui permet à ces algues de se redresser dans l'eau à marée haute, le maintien en position érigée verticalement étant propice à la photosynthèse. Il peut y avoir en avoir plusieurs sur un seul thalle d'algue. La flottabilité est permise par la présence de gaz dans les pneumatocystes, permettant aux algues de rester près de la surface et d'y réaliser la photosynthèse. Ils sont souvent appelés à tort flotteurs bien que n'étant pas indispensables à la flottaison du thalle assurée essentiellement par son aplatissement, ou parfois par l'accumulation de gaz dans le parenchyme médullaire (Codium fragile, Chorda filum).

## Gaz
La proportion de gaz dans les pneumatocystes dépend de la physiologie de l'algue et de la pression partielle des gaz environnant, dans l'air ou dans l'eau. Il peut s'agir d'O2, CO2, d'N2 ou de CO.

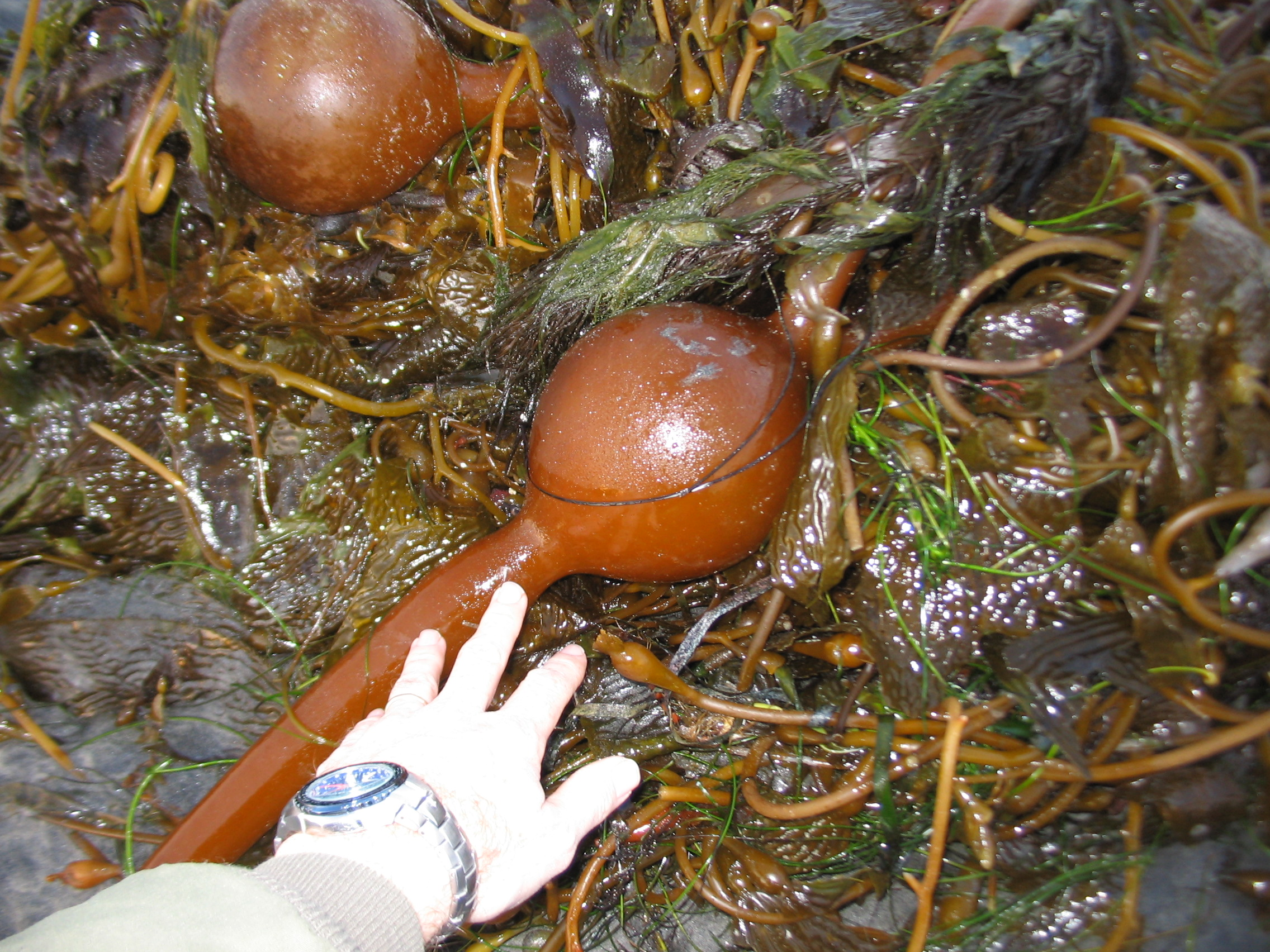
Pneumatocyste de Nereocystis luetkeana